# تتسو کومای
تتسو کومای (انگلیسی: Tetsu Komai; ۲۳ آوریل ۱۸۹۴ – ۱۰ اوت ۱۹۷۰) بازیگر اهل ایالات متحده آمریکا بود. وی بین سال‌های ۱۹۲۵ تا ۱۹۶۴ میلادی فعالیت می‌کرد.
از فیلم‌ها یا برنامه‌های تلویزیونی که وی در آن نقش داشته‌است می‌توان به دریاهای چین، چای تلخ ژنرال ین، بولداگ درومند، خیابان دلفین سبز، یگان رزمی، نامه و نقاب فو مانچو اشاره کرد.